# Maria Hill
Maria Hill é uma personagem fictícia que aparece nas histórias em quadrinhos publicadas pela editora Marvel Comics.
Apareceu pela primeira vez como uma agente da S.H.I.E.L.D. na revista publicada em 2005, New Avengers #4.

## Biografia ficcional da personagem
Maria Hill era apenas uma simples operante, mas que vinha sendo vista com outros olhos pelo governo, sempre apontada como uma ótima agente.
Após a Guerras Secretas de Nick Fury, Hill foi indicada como a nova diretora da S.H.I.E.L.D., logo depois da fuga de Fury. Ela comandou com punhos de ferro e era autoritária. Nenhum dos heróis que a encontrava gostava de sua arrogância e de sua prepotência. Mas ela podia ser assim, pois dispõe de muitos recursos.
Durante o ataque do Coletivo, Maria Hill descobriu, através do Homem-Aranha, sobre a Dinastia M. Ela prendeu e interrogou ele e o andróide Visão, para saber mais sobre o acontecido. Depois disso, Hill ficou de orelhas em pé a respeito dos heróis.

### Guerra Civil
Como se não bastasse, após o desastre de Stamford dos Novos Guerreiros, Hill tentou fazer o Capitão América ficar do lado da Iniciativa, mas este atacou a S.H.I.E.L.D. e fugiu. Ela então se empenhou para poder registrar os heróis na Iniciativa durante a Guerra Civil. Conseguindo convencer alguns a se juntarem a Iniciativa como Carol Danvers, falhando com outros como o Capitão, porém apesar disso ela obteve "sucesso" pois a batalha foi vencida pela Iniciativa, que desmantelou os Vingadores Secretos.

### Invasão secreta
Quando os alienígenas Skrulls atacaram a Terra como parte de sua invasão secreta a longo prazo, Maria Hill abandonou o aeroporta-aviões da S.H.I.E.L.D. depois de seus sistemas terem sido infectados por um Skrull posando como mordomo dos Vingadores, Edwin Jarvis.
Mais tarde, Maria reuniu-se com Nick Fury que não tinha sido visto em muitos meses. Fury suspeita que Hill possa ser um Skrull, mas isso foi mostrado mais tarde para não ser o caso.

## Em outras mídias

### Desenhos Animados
- Maria Hill aparece na série animada Iron Man: Armored Adventures. Ela tem um sotaque russo nesta serie.
- Maria Hill é destaque na série animada The Avengers: Earth's Mightiest Heroes. Ela aparece como um membro central da S.H.I.E.L.D, e se torna a nova diretora após o desaparecimento repentino de Nick Fury.
- Ela também aparece no anime Marvel Disk Wars: The Avengers.

### Filmes
- Maria Hill aparece nos filmes de anime Iron Man: Rise of Technovore (2013) e Avengers Confidential: Black Widow and Punisher (2014), ela é dublada por Karen Wahlgren na versão em inglês dos dois filmes.

### Universo Cinematográfico Marvel
Cobie Smulders interpreta Maria Hill no Universo Cinematográfico da Marvel.
- Em Os Vingadores (2012), Hill é mostrada como a segunda em comando da S.H.I.E.L.D. e "braço-direito" de Nick Fury.
- Em Capitão América: O Soldado Invernal (2014), ela ajuda Capitão América, Viúva Negra, Falcão e Fury a impedir que o plano do Projeto Insight, criado pela HYDRA dentro da S.H.I.E.L.D., fosse levado até o final. Com a S.H.I.E.L.D. sendo desmanchada ao final do filme, apesar de muitos acharem, Maria Hill não acaba se unindo às Indústrias Stark.
- Maria Hill aparece no episódio piloto da série Agents of S.H.I.E.L.D., eretorna ainda na primeira temporada no episódio "Nothing Personal", que se passa após os eventos de O Soldado Invernal. Na segunda temporada, ela aparece no episódio "The Dirty Half Dozen", quando ela entra em contanto com Phil Coulson, que lhe fornece informações sobre a base de pesquisa da HIDRA comandada pelo Barão von Strucker para que ela possa notificar os Vingadores, culminando nos eventos de Vingadores: Era de Ultron (2015).
- Em Vingadores: Era de Ultron (2015), Hill é parte dos setores de inteligência e segurança das Indústrias Stark antes do final, quando Nick Fury a recruta para comandar um aeroporta-aviões na evacuação de Sokovia.
- Hill não aparece ao longo de Avengers: Infinity War (2018), aparecendo apenas na cena pós-créditos onde ela e Nick Fury estão em um carro falando sobre o paradeiro de Tony Stark, que está em Titan. Após uma breve conversa, eles são surpreendidos por um carro que bate no que eles estão. Logo depois, um avião cai e eles percebem que algo está acontecendo. Maria Hill, acaba virando pó e desaparecendo, o que significa que ela a não resistiu ao estalar de dedos de Thanos, que matou metade do universo. Fury, antes de desaparecer, manda uma mensagem para a Capitã Marvel, indicando que ela será a salvação.
- Hill é ressuscitada em Avengers: Endgame (2019), e é vista no funeral de Tony Stark.
- Spider-Man: Far From Home (2019) aparenta ter Maria Hill como braço-direito de Fury de novo, mas a cena pós-créditos revela que ambos são os Skrulls de Captain Marvel disfarçados, com Fury sendo Talos e Hill sua esposa Soren.

### Vídeogames
- Maria Hill aparece em Marvel: Ultimate Alliance 2
- Maria Hill aparece como uma personagem não-jogável no jogo para Facebook, Marvel: Avengers Alliance.
- Maria Hill é liberável no jogo Lego Marvel's Avengers a partir da segunda fase.
- Maria Hill é liberável no jogo Lego Marvel Super Heroes.
- Maria Hill é jogável em Marvel Puzzle Quest.

## Ligações Externas
- «Maria Hill» (em inglês). no Marvel.com